# Stypiura caudata
Stypiura caudata is een vliesvleugelig insect uit de familie bronswespen (Chalcididae). De wetenschappelijke naam is voor het eerst geldig gepubliceerd in 1844 door Guérin-Méneville.